# Inga venosa
Inga venosa är en ärtväxtart som beskrevs av August Heinrich Rudolf Grisebach. Inga venosa ingår i släktet Inga och familjen ärtväxter. Inga underarter finns listade i Catalogue of Life.